# Erick Rowsell
Erick Rowsell (Cheam, 2 de agosto de 1990) es un ciclista británico que fue profesional entre 2012 y 2019.

## Palmarés
2012
- 1 etapa del Tour de Normandía

## Equipos
- Endura Racing (2012)
- NetApp-Endura (2013-2014)
- Madison Genesis (2015-2019)